# 奧克里奇 (伊利諾伊州)
奧克里奇（英語：Oak Ridge）是位於美國伊利諾伊州伍德福德縣的一個非建制地區。該地的面積和人口皆未知。

## 地理
奧克里奇的座標為40°48′41″N 89°26′15″W / 40.81139°N 89.43750°W，而該地的平均海拔高度為217米（即712英尺）。